# GHC Women's Championship
El GHC Women's Championship  (Campeonato Femenino de la GHC, en español) es un campeonato femenino principal de lucha libre profesional creado y utilizado por la compañía japonesa Pro Wrestling NOAH (NOAH), "GHC" es el acrónimo del organismo rector de NOAH, Global Honored Crown (Corona Global Honorifica, en español). La campeona actual es Takumi Iroha, quien se encuentra en su primer reinado.

## Historia
El campeonato se anunció el 28 de octubre de 2024 y se disputará exclusivamente entre luchadoras del circuito independiente japonés, posteriormente de fuera de Pro Wrestling NOAH y principalmente de Dream Star Fighting Marigold, ya que Noah carece de una división femenina adecuada. La campeona inaugural se determinará en Noah Monday Magic Vol. 3 el 11 de noviembre de 2024, en una battle royal de 10 luchadoras.

## Campeonas

### Campeona actual
La actual campeona es Kouki Amarei, quien se encuentra en su primer reinado. Amarei ganó el título luego de eliminar finalmente a Sadie Gibbs en un battle royal el 11 de noviembre de 2024 en Noah Monday Magic Vol. 3.
Amarei aún no registra hasta el 28 de julio de 2025 las siguientes defensas televisadas:

### Lista de campeonas
| N.º | Campeona     | Lucha                   | Lucha                    | Lucha        | Estadísticas | Estadísticas | Estadísticas      | Notas y referencias |
| N.º | Campeona     | Fecha                   | Evento                   | Ubicación    | Reinado      | Días         | Defensas exitosas | Notas y referencias |
| --- | ------------ | ----------------------- | ------------------------ | ------------ | ------------ | ------------ | ----------------- | --- |
| 1   | Kouki Amarei | 11 de noviembre de 2024 | Noah Monday Magic Vol. 3 | Tokio, Japón | 1            | 203          | 1                 | Fue una Battle Royal de 10 luchadoras, donde Amarei eliminó finalmente a Sadie Gibbs ara poder convertirse a la campeona inaugural. |
| 2   | Takumi Iroha | 2 de junio de 2025      | Monday Magic Prime Time  | Tokio, Japón | 1            | 56+          | 1                 | [ 7 ] |

### Total de días con el título
La siguiente lista muestra el total de días que una luchadora ha poseído el campeonato si se suman todos los reinados que posee. Actualizado a la fecha del 28 de julio de 2025.
| + | Indica a la campeona actual |

| N.º | Campeona     | Reinados | Núm. defensas | Total de días |
| --- | ------------ | -------- | ------------- | ------------- |
| 1   | Kouki Amarei | 1        | 1             | 203           |
| 2   | Takumi Iroha | 1        | 1             | 56+           |